# Nigidius cornutus
Nigidius cornutus is een keversoort uit de familie vliegende herten (Lucanidae). De wetenschappelijke naam van de soort is voor het eerst geldig gepubliceerd in 1819 door W.S. MacLeay.